# 高俊良
高俊良（1945年—），汉族，中华人民共和国政治人物、第十一届全国政协委员。
加入中国共产党，担任十一届全国政协常务委员、中共中央宣传部原副部长。2008年，当选第十一届全国政协常务委员，代表中国共产党，分入第二组。并担任文史和学习委员会专委。